# Kennedy Township
Kennedy Township is een plaats (census-designated place) in de Amerikaanse staat Pennsylvania, en valt bestuurlijk gezien onder Allegheny County.

## Demografie
Bij de volkstelling in 2000 werd het aantal inwoners vastgesteld op 7504.

## Geografie
Volgens het United States Census Bureau beslaat de plaats een oppervlakte van 14,2 km², waarvan 14,1 km² land en 0,1 km² water.

## Plaatsen in de nabije omgeving
De onderstaande figuur toont nabijgelegen plaatsen in een straal van 4 km rond Kennedy Township.